# 유럽 청소년 야구 선수권 대회
유럽 청소년 야구 선수권 대회(CEB European Junior Baseball Championship)는 18세 이하의 선수들로 구성된 선수들이 출전하는 국제 야구 대회이다. WBSC 유럽이 주관하는 이 대회는 2007년에 네덜란드에서 시작되었다.

## 역대 대회 결과
| 연도   | 결승전 개최 | 결승     | 결승   | 결승     | 3위      | 4위      |
| 연도   | 결승전 개최 | 우승     | 점수   | 준우승   | 3위      | 4위      |
| ------ | ----------- | -------- | ------ | -------- | -------- | -------- |
| 2007년 | 네덜란드    | 이탈리아 | 4 - 2  | 러시아   | 네덜란드 | 체코     |
| 2009년 | 독일        | 이탈리아 | 4 - 3  | 네덜란드 | 프랑스   | 러시아   |
| 2011년 | 스페인      | 네덜란드 | 10 - 4 | 체코     | 이탈리아 | 독일     |
| 2013년 | 체코        | 이탈리아 | 9 - 3  | 체코     | 네덜란드 | 스페인   |
| 2015년 | 체코        | 이탈리아 | 3 - 2  | 네덜란드 | 체코     | 프랑스   |
| 2016년 | 스페인      | 네덜란드 | 7 - 3  | 이탈리아 | 독일     | 체코     |
| 2018년 | 이탈리아    | 네덜란드 | 6 - 3  | 스페인   | 체코     | 이탈리아 |
| 2021년 | 이탈리아    | 네덜란드 | 6 - 2  | 이탈리아 | 독일     | 스페인   |
| 2022년 | 이탈리아    | 스페인   | 6 - 2  | 네덜란드 | 체코     | 이탈리아 |
| 2024년 | 독일        | 이탈리아 | 3 - 1  | 독일     | 네덜란드 | 영국     |

## 메달 집계
| 순위 | 국가     | 금메달 | 은메달 | 동메달 | 합계 |
| ---- | -------- | ------ | ------ | ------ | ---- |
| 1    | 이탈리아 | 5      | 2      | 1      | 8    |
| 2    | 네덜란드 | 4      | 3      | 3      | 10   |
| 3    | 스페인   | 1      | 1      | 0      | 1    |
| 4    | 체코     | 0      | 2      | 3      | 5    |
| 5    | 독일     | 0      | 1      | 2      | 3    |
| 6    | 러시아   | 0      | 1      | 0      | 1    |
| 7    | 프랑스   | 0      | 0      | 1      | 1    |